# Jan Březina
Jan Březina (n. 14 aprilie 1954, Konice⁠(d), regiunea Olomouc, Cehia)  este un om politic ceh, membru al Parlamentului European în perioada 2004-2009 din partea Cehiei.